# Matthias Brehme
Matthias Brehme (* 7. Februar 1943 in Markkleeberg) ist ein ehemaliger deutscher Geräteturner. Er gewann für die Deutsche Demokratische Republik (DDR) startend in den 1960er und 1970er Jahren insgesamt fünf Medaillen bei Olympischen Sommerspielen, Weltmeisterschaften und Europameisterschaften sowie zehn nationale Einzeltitel bei DDR-Meisterschaften.

## Sportliche Erfolge

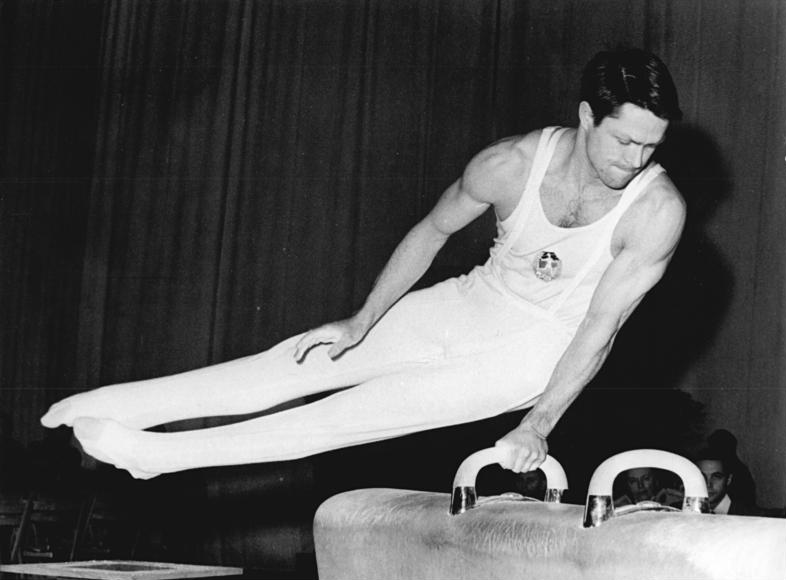
Matthias Brehme bei den DDR-Meisterschaften 1969

Matthias Brehme begann mit dem Turnsport in seiner Geburtsstadt bei der SSG Markkleeberg-West, von der er aufgrund seiner Leistungen 1957 zum SC Lokomotive Leipzig und 1963 zum SC DHfK Leipzig wechselte, der für seine weitere Laufbahn sein Heimatverein blieb. Seine Trainer in Leipzig waren Heinz Nowakowski, Jochen Nonnast und Siegfried Fülle.
Bei den Olympischen Sommerspielen 1968 in Mexiko-Stadt und bei den Olympischen Sommerspielen 1972 in München war er Kapitän der Turnriege der Deutschen Demokratischen Republik (DDR), mit der er bei beiden Spielen eine Bronzemedaille im Mannschaftsmehrkampf errang. Im Einzelmehrkampf belegte er 1968 den zwölften und 1972 den zehnten Rang.
Bei den Turn-Weltmeisterschaften 1966 in Dortmund und 1970 in Ljubljana wurde er mit der DDR-Mannschaft ebenfalls jeweils Dritter im Mannschaftsmehrkampf. Im Jahr 1971 gelang ihm bei den Europameisterschaften mit dem zweiten Platz am Pauschenpferd sein größter internationaler Einzelerfolg.
Er gewann insgesamt zehn nationale Einzeltitel bei DDR-Meisterschaften, darunter fünf im Jahr 1965. So siegte er 1965 und 1966 im Einzelmehrkampf, 1969 im Pferdsprung, 1965 und 1967 am Pauschenpferd, 1965 und 1966 am Barren, 1965 und 1966 am Reck sowie 1965 im Ringeturnen. Auch nach dem Rückzug vom internationalen Leistungssport absolvierte er bis 1995 für den Turnverein Markkleeberg 1871 erfolgreich viele Wettkämpfe.

## Leben nach dem Leistungssport
Während seiner Sportkarriere absolvierte Matthias Brehme ein Studium an der Deutschen Hochschule für Körperkultur in Leipzig und danach ein Medizinstudium. Nach dem Ende seiner aktiven Laufbahn wurde er Arzt für Neurologie und Psychiatrie, in der DDR wurde ihm später der ärztliche Ehrentitel Medizinalrat verliehen. Nach 1990 eröffnete er eine eigene Praxis in seiner Geburtsstadt Markkleeberg. Darüber hinaus war er bis 2008 Vorsitzender des Landesverbandes Sachsen im Berufsverband Deutscher Nervenärzte, Neurologen und Psychiater.

## Auszeichnungen
- 1972: Vaterländischer Verdienstorden in Bronze